# Arkoul
Arkoul est un mets originaire d'Algérie plus précisément de Kabylie. Celui-ci est appelé thimqerqecht en tasahlit dans la Kabylie orientale.

## Description
C'est de la farine de blé ou d'orge ou du mélange d'orge, de grains de blé et de pois chiches, moulue après légère torréfaction, débarrassée du son, puis arrosée d'huile d'olive et additionnée de sel ou de sucre candi en poudre. Il peut être accompagné de figues sèches ou d'olives. 

## Consommation
Très consistant, l'arkoul était le repas indispensable des travailleurs qui partaient aux champs. Il fut pendant la guerre de libération algérienne, avec les galettes de blé ou d'orge et des figues sèches, l'essentiel des vivres des combattants dans la région de Kabylie. Il offre l'avantage de pouvoir être gardé plusieurs jours sans s'altérer ni perdre son bon goût.